# Rogati Bog
Rogati Bog, muško božanstvo u Wicci i nekim drugim oblicima neopoganstva, suprug Trostruke Božice. Nastao je kao božanstvo u suvremeno doba, ali se njegova konstrukcija zasniva na nizu antičkih poganskih bogova, poput keltskog boga Kernuna i grčkog boga Pana. Utjelovljenje je mudrosti, snage i ljubavi, a njegovi rogovi simboliziraju seksualnu zrelost i fizičku ljubav. Prema neopoganskom vjerovanju, može poprimiti oblike boga Sunca ili Zelenog čovjeka, kao i umirućeg i uskrslog boga žetve, a predstavlja se istodobno kao supružnik i rođeni sin Trostruke Božice, što je simbol cikličkog kretanja kroz Kolo godine.
Štuje ga se kao muški aspekt u simbiozi s Trostrukom Božicom, kao bog prirode, šume, divljine, lova te života i uskrsnuća, a u sebi sadržava dvije suprotnosti, svjetlost i tamu, dan i noć te ljeto i zimu.
Štuje se u većini tradicija Wicce, ali s različitim intezitetom. Kod nekih tradicija je ravnopravan s Trostrukom Božicom, kod drugih su ta dva božanstva prikazana kao dualni muško-ženski princip, dok je kod trećih muški princip niže vrednovan u odnosu na ženski, ali svejedno prisutan. Iznimku čini feministička Dijanička Wicca kod koje ne postoji muško božanstvo, već isključivo žensko. 

## Podrijetlo
Rogata božanstva pojavljuju se u svim dijelovima ljudske prošlosti, od najranijih vremena do danas. Najstariji prikaz jednog takvog rogatog božanstva koji potječe iz paleolitika (oko 13.000 godina pr. Kr.), nađen je u pećinama Trois Freres u departmanu Ariège u jugozapadnoj Francuskoj na pećinskoj slici koja prikazuje čovjeka prozvanog Čarobnjak, koji na sebi nosi životinjsku kožu s jelenskim rogovima na glavi. Vjeruje se da slika prikazuje inkarnaciju boga u plesu kojim se kroz simpatetičku magiju nastojalo osigurani uspješan lov.
U drevnoj grčkoj mitologiji pojavljuje se rogati Pan, bog paše, stoke i lovaca, koji je u umjetnosti prikazivan s nimfama, satirima i u društvu boga Dioniza. Izvorište za nastanak suvremenog Rogatog Boga bio je i keltski bog Kernun (Cernnunos), čiji je najstariji poznati umjetnički prikaz pronađen u dolini Val Camonica u Italiji, a datira se u 4. stoljeće pr. Kr., dok je najbolji prikaz pronađen na kotlu iz Gundestrupa na poluotoku Jutlandu koji se datira u 1. stoljeće pr. Kr.
Katolička Crkva je u srednjem vijeku poistovjetila Kernuna sa Sotonom i Antikristom zbog rogova koji su bili obilježje tog poganskog božanstva, da bi u okultističkoj teoriji i praksi 19. stoljeća bila pojavila mistična figura poganskog božanstva Bafometa, kojeg je popularizirao francuski okultist Eliphas Levi (1810. - 1875.) u svom djelu "Transcendentalna magija" (Dogme et Rituel de la Haute Magie, 1856.). Svi navedeni primjeri sudjelovali su u sinkretističkom oblikovanju wiccanskog Rogatog Boga.

## Rogati Bog u Wicci
Nasuprot stavovima Katoličke Crkve, koja u Rogatom Bogu shvaća zli antipod kršćanskog Boga, Wiccani negiraju bilo kakvu povezanost sa sotonizmom i sličnim praksama te tvrde da se njihova religija zasniva na sasvim drugačijim principima. U Wicci, Rogati Bog predstavlja živu silu koja se nalazi u ljudima i životinjama. On je ili ravnopravan ili ponešto podređen svojoj supruzi, Trostrukoj Božici, ali je svejedno važan dio wiccanskog panteona. Jedinu važniju iznimku čini Dijanička Wicca čiji članovi uopće ne štuju Rogatog Boga, već isključivo žensko božanstvo.